# Life Force Radio
Life Force Radio – album Afu-Ra wydany w 2002 roku. W nagraniach udział brali członkowie Wu-Tang Clan.

## Lista utworów
| #  | Tytuł                        | Producent          | Wykonanie                        |
| -- | ---------------------------- | ------------------ | -------------------------------- |
| 1  | "Asun/The Message"           | Woogie             | Asun The Black Sun               |
| 2  | "Scat Man"                   | Eric S             | Afu-Ra                           |
| 3  | "Stick Up"                   | Curt Cazal         | Afu-Ra, Big Daddy Kane           |
| 4  | "Hip Hop"                    | Easy Mo Bee        | Afu-Ra, Respect                  |
| 5  | "Crossfire"                  | Eric S             | Afu-Ra, M.O.P.                   |
| 6  | "Open"                       | Domingo            | Afu-Ra, Teena Marie              |
| 7  | "Lyrical Monster"            | DJ Premier         | Afu-Ra                           |
| 8  | "Miss You"                   | Needlz             | Afu-Ra, Alana Da Fonseca         |
| 9  | "Perverted Monks"            | Easy Mo Bee        | Afu-Ra                           |
| 10 | "Ghetto City Streets (Skit)" |                    | *Interlude*                      |
| 11 | "Readjustment"               | Easy Mo Bee        | Afu-Ra, Q                        |
| 12 | "1,2,3"                      | Curt Cazal         | Afu-Ra                           |
| 13 | "Think Before You..."        | Ayatollah          | Afu-Ra, Jahdan                   |
| 14 | "Aural Fixation"             | Kenny Muhammed     | Afu-Ra, The Human Orchestra      |
| 15 | "Sacred Wars"                | The Arabian Knight | Afu-Ra, Don Parmazhane, The Blob |
| 16 | "Dangerous Language"         | True Master        | Afu-Ra, RZA                      |
| 17 | "Blvd."                      | DJ Premier         | Afu-Ra, Guru                     |